# Cerastium junceum
Cerastium junceum là loài thực vật có hoa thuộc họ Cẩm chướng. Loài này được Möschl mô tả khoa học đầu tiên năm 1953.